# Cocktailkirsche

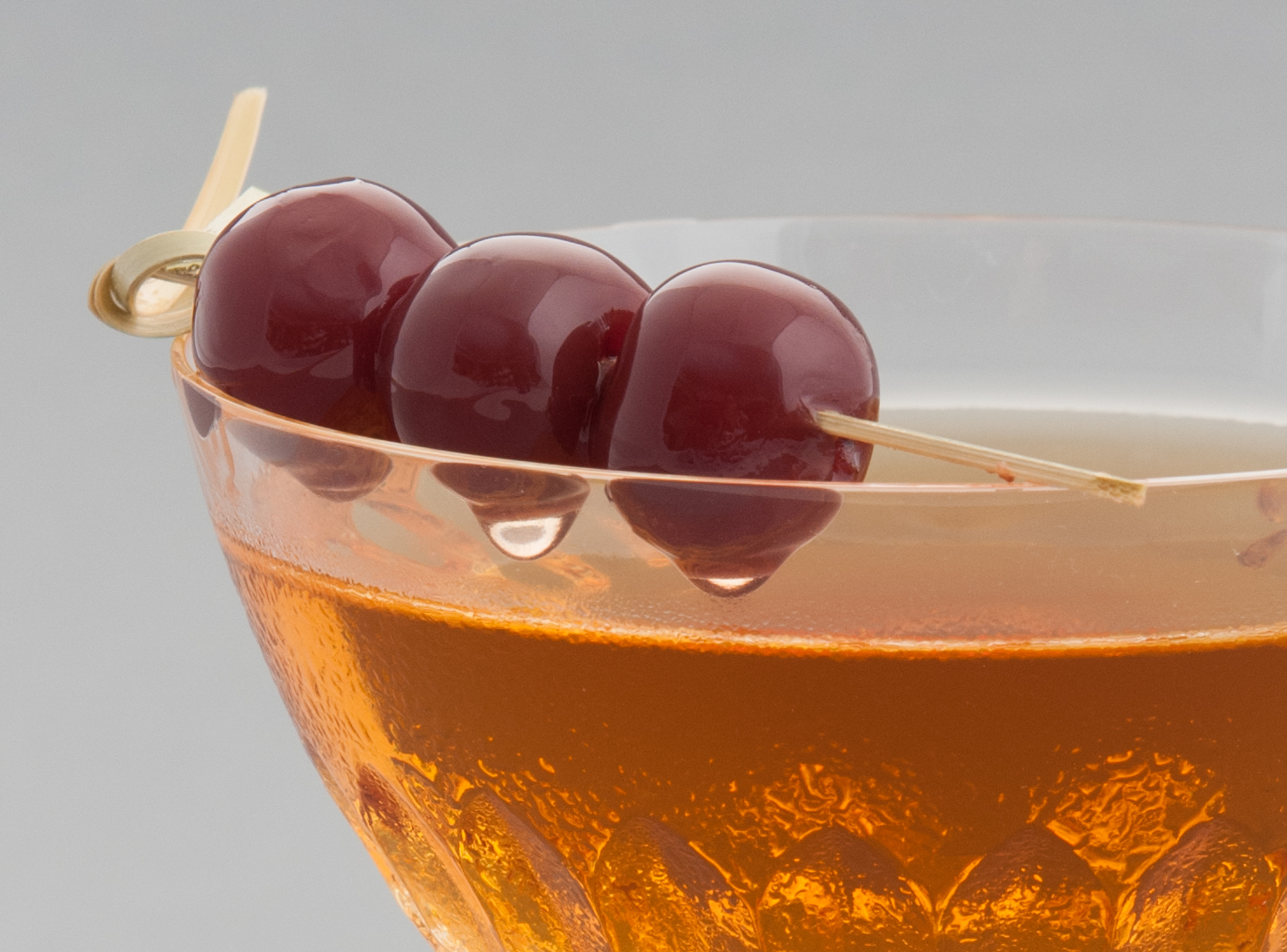
Cocktailkirschen

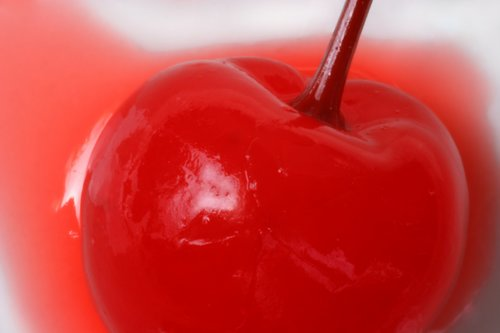
Maraschino-Kirsche

Die Cocktailkirsche oder Belegkirsche – im Englischen Maraschino Cherry, deshalb als Entlehnung im Deutschen auch Maraschino-Kirsche – ist eine eingelegte Kirsche. Ursprünglich als Garnitur für Cocktails entwickelt, wird sie mittlerweile als Garnitur für viele Arten von Gerichten verwendet. Ursprünglich handelte es sich dabei um Maraska-Kirschen, die in Maraschino eingelegt wurden, mittlerweile verbreiten sich industriell verarbeitete Kirschen, die in Malzzucker eingelegt werden und mit Farb- und Aromastoffen versetzt.

## Ursprünge
Die ursprünglichen Cocktail-Kirschen kamen aus Kroatien aus der Gegend von Zadar. Die dort angebauten Maraska-Kirschen sind vergleichsweise kleine, harte Sauerkirschen, aus denen auch der Maraschino-Likör gewonnen wird. Maraska-Kirschen wurden spätestens seit dem 17. Jahrhundert erst in Salzwasser gewaschen und dann in Maraschino, Blättern und zermahlenen Kirschkernen eingelegt. Ein deutlich preiswerteres Herstellungsverfahren, das mit Zucker und Farbstoffen arbeitete, kam aus Frankreich. Beide Varianten erreichten als Luxusimport Ende des 19. Jahrhunderts die USA und fanden dort Verbreitung. Gleichzeitig kamen haltbar gemachte, aber noch nicht weiter verarbeitete Kirschen aus Europa in die USA und wurden dort weiter verarbeitet. Oft wurden diese mit Mandeln oder Vanille aromatisiert. In den USA angebaute Kirschen der Sorte Prunus avium galten zu dieser Zeit als zu weich und matschig, um die Verarbeitung zu Cocktail-Kirschen zu überleben. Die Maraska-Kirschen wuchsen in den USA nicht, ihr Anbau ist bis heute auf die Küstenregionen am adriatischen Meer in Kroatien, Slowenien und Oberitalien beschränkt.

## Verbreitung in den USA
Ende des 19. Jahrhunderts fanden in Maraschinolikör eingelegte Kirschen ihren Weg in den Cocktail. Waren Cocktails bis dahin vor allem mit frischen Früchten garniert worden, entwickelte sich Ende des 19. Jahrhunderts ein Trend zu eingelegten Früchten. Diese haben für die Bars den Vorteil, dass sie deutlich länger haltbar, also saisonal unabhängig sind. Neben der Cocktailkirsche wurde es auch üblich, Cocktails mit Oliven oder auch eingelegten Hasel- oder Walnüssen zu verzieren.
Die Kirschen verbreiteten sich um die Jahrhundertwende durch die gesamten USA. Die dortige Herstellung war noch weitgehend unreguliert und unbekannt. In den ersten Jahren des 20. Jahrhunderts entzündete sich eine öffentliche Diskussion um die Kirschen, die auf die teilweise gesundheitsgefährdende und mit giftigen Stoffen stattfindende Herstellung abzielte. 1912 veröffentlichte das Board of Food and Drug Inspection (ein Vorgänger der Food and Drug Administration) einen Ratgeber, der den Unterschied zwischen echten in Maraschino eingelegten Kirschen und den zahlreichen Nachahmern aufzeigte. Außerdem legte er fest, dass nur Kirschen, die durch Maraschinolikör haltbar gemacht wurden, als Maraschino cherries verkauft werden durften. Die Skandale führten aber nicht dazu, dass die Beliebtheit der Kirschen abnahm.

## Entwicklung der modernen industriellen Produktion
Die Kirschenproduzenten in den USA wollten auch in diesen Markt einsteigen. Besonderes Interesse bestand im Bundesstaat Oregon, in dem es große Obstplantagen gab. Als Erfinder der modernen Cocktailkirsche gilt Ernest Wiegand, Professor am Oregon Agricultural College (heute Oregon State University), der feststellte, dass amerikanische Kirschen beim Einlegen in Alkohol verschrumpelten und nicht mehr attraktiv aussahen. Allerdings entdeckte er auch, dass die Zugabe von Calciumsalzen in die Flüssigkeit die Frucht in ihrer Ursprungsform haltbar machte. Während Wiegand ein Verfahren entwickelte, um die Kirschen langfristig haltbar zu machen, fand die eigentliche Entwicklung zur heutigen Cocktailkirsche mit dem Zusatz von Farb- und Aromastoffen in den Laboratorien von Lebensmittelhändlern an der US-Ostküste statt.
Die in Zucker eingelegten und mit Farb- und Aromastoffen versehenen Kirschen verdanken ihre dominante Marktstellung der Stärkung der Abstinenzbewegung in den USA. Die Abstinenzler kämpften unter anderem gegen alkoholhaltige Snacks und Süßigkeiten. Zusammen mit den Herstellern der alkoholfreien Cocktailkirschen unternahmen sie Kampagnen für die alkoholfreie einheimische, und gegen die in Alkohol getränkte ausländische Kirsche. Mit der Einführung des Alkoholverbotes verschwanden sie zwischen 1919 und 1933 ganz vom Markt. In den 1940ern trugen die Behörden der gewandelten Stimmung der Öffentlichkeit Rechnung und erlaubten den Verkauf jeglicher eingelegter und nachträglich behandelter Kirschen als Maraschino cherry.

## Industrielle Herstellung
In den USA werden industriell gefertigte Cocktailkirschen vor allem aus der Sorte Große Prinzessin hergestellt. Die Kirsche wird reif, aber nicht überreif geerntet. Die Kirschen werden entsteint und anschließend in Salzlake eingelegt. Der Sirup enthält 0,7–1,5 % Schwefeldioxid und 0,4–1 % Kalziumkarbonat. Sein pH-Wert liegt zwischen 2,5 und 3,5. Der Prozess findet bei kühlen Temperaturen statt und dauert vier bis sechs Wochen. Zwischenzeitlich werden die Kirschen gebleicht, damit sie ihre Farbe vollständig verlieren, danach werden sie weiter eingelegt. Durch das Einlegen verlieren sie sowohl ihren Kirschgeschmack als auch ihre Farbe. Der Prozess ähnelt der Behandlung anderer Kirschen vor der Weiterverarbeitung. Danach werden die Kirschen gründlich etwa ein bis zwei Tage gewaschen, um den Schwefeldioxidanteil zu reduzieren, anschließend in Farbstoff gekocht und in diesem einige Tage liegen gelassen, damit er die ganze Frucht durchzieht. Dem Farbstoff zugesetzt ist etwas Zitronensäure, die verhindert, dass die Kirschen die Farbe wieder abgeben. Schließlich werden die Kirschen in Maltose-Sirup getränkt. Als Farbstoff finden Erythrosin (E127), Karmin (E 120) oder Allurarot AC (E129) Verwendung. Erythrosin darf in Europa ausschließlich für die Produktion von Cocktailkirschen, in Sirup eingelegten Kirschen und kandierten Kirschen verwendet werden.
Wichtigster Hersteller für traditionell hergestellte und in Alkohol eingelegte Cocktail-Kirschen ist der italienische Spirituosenhersteller Girolamo Luxardo. In vielen Bars stellen die Barkeeper jedoch auch eigene Cocktail-Kirschen her.

## Trivia
Einer der größten Produzenten von Cocktailkirschen in den USA ist das in Brooklyn ansässige Unternehmen Dell’s, das im Jahr 2009 etwa eine Milliarde Kirschen produzierte – etwa ein Drittel der US-Produktion. Dieses Unternehmen geriet weltweit in die Schlagzeilen, weil unterhalb der Fabrikhallen eine große Marihuana-Produktion angesiedelt war. Im Februar 2015 fand dort eine Razzia statt, ursprünglich um Vorwürfen nachzugehen, dass das Unternehmen Abwässer und Kirschsirup ungeklärt in die Kanalisation abließe. Während der Razzia bemerkten die Polizisten den Geruch von Marihuana. Unter dem Vorwand einen Sanitärraum in der Fabrik nutzen zu müssen, zog sich der Eigentümer Arthur Mondella zurück und erschoss sich. Das Unternehmen musste wegen mangelnder Überwachung der Abwässer und Besitz von Marihuana 1,2 Millionen Dollar Strafe zahlen.